# Socialistisch en Antikapitalistisch Project (SAP) - Grenzeloos
Socialistisch en Antikapitalistisch Project (SAP) - Grenzeloos, kortweg SAP - Grenzeloos of SAP, is een Nederlandse ecosocialistische politieke organisatie. SAP is aangesloten bij het United Secretariat of the Fourth International (USFI), een overkoepelende internationale trotskistische beweging. Leden van de SAP zijn actief binnen vakbonden, de feministische en queer beweging, internationale solidariteitsbewegingen en de politieke partijen de Revolutionair Socialistische Partij en BIJ1. Daarnaast beheert SAP de website Grenzeloos.
SAP - Grenzeloos begon in 1974 als zelfstandige politieke partij onder de naam Internationale Kommunistenbond (IKB). In 1983 werd de naam gewijzigd naar Socialistiese Arbeiderspartij, afgekort SAP. Na de beëindiging van het 'partij-project' in 2004, heette de organisatie tot 2025 Socialistische Alternatieve Politiek, met behoud van de afkorting.

## Geschiedenis

### Voorgeschiedenis
De voorgeschiedenis van SAP gaat terug tot de jaren dertig van de twintigste eeuw, toen de trotskistische Vierde Internationale ook in Nederland een eigen sectie kreeg. In 1945 werd deze politieke partij van de Nederlandse trotskisten gedoopt als de Revolutionair Communistische Partij, maar werd in 1952 opgeheven in verband met een tactische koerswijziging van de leiding van de Vierde Internationale. Volgens de nieuwe strategie, die bekend kwam te staan als 'intredepolitiek', dienden trotskisten zich voortaan wereldwijd aan te sluiten bij socialistische en communistische 'massapartijen', met de bedoeling die gaandeweg in trotskistische richting te sturen.

### Entrisme
In dat kader traden de Nederlandse trotskisten aanvankelijk toe tot de Partij van de Arbeid, waar ze een linkse pressiegroep oprichtten, het Sociaal-Democratisch Centrum (SDC). In 1959 verklaarde het partijcongres van de PvdA het lidmaatschap van dit SDC onverenigbaar met dat van de PvdA, waarop de organisatie zichzelf in 1960 ophief. De trotskisten deden vervolgens verschillende pogingen om bij onder andere de Socialistische Werkers Partij, de Arbeiders Jeugd Centrale en uiteindelijk bij de Pacifistische Socialistische Partij (PSP) voet aan de grond te krijgen. In de zomer van 1970 werd binnen de PSP de actiegroep Proletaries Links (PL) actief, die de bedoeling had de PSP om te vormen tot een revolutionaire arbeiderspartij op trotskistische leest.

### Zelfstandige partij
Toen Proletaries Links in oktober 1971 een nederlaag leed op het PSP-congres in Groningen en de leidinggevenden van PL werden geroyeerd als lid, ging de actiegroep op eigen benen verder en ontstond er, voor het eerst sinds de opheffing van de Revolutionair Communistische Partij in 1952, weer een trotskistische politieke partij. In juni 1973 werd de naam van de organisatie veranderd in Kommunistenbond-Proletaries Links. Deze fuseerde in 1974 met de Revolutionair Communistische Bond, de Nederlandse afdeling van de Vierde Internationale. Hieruit ontstond de Internationale Kommunistenbond (IKB). In 1978 kwam er met Klassenstrijd een tweewekelijkse publicatie voor het grote publiek, aangevuld met het ledenblad Intern Bulletin. In 1983 werd de naam van de IKB gewijzigd in Socialistiese Arbeiderspartij (SAP). In 1980 richtte de partij ook haar eigen jongerenorganisatie op, genaamd Rebel. 
Toen in 1989 de Communistische Partij van Nederland (CPN), de Pacifistisch Socialistische Partij (PSP) en de Politieke Partij Radikalen (PPR) onderhandelingen voerden over de vorming van GroenLinks wilde de PSP graag ook de SAP er bij betrekken, "maar CPN en PPR wilden er beide niets van weten". Het idee van de PSP om dan een van haar eigen plaatsen op de kandidatenlijst voor de Tweede Kamerverkiezingen aan een SAP-afgevaardigde toe te kennen werd door de SAP afgewezen.
De vorming van GroenLinks en de doorbraak van de SP leidde bij de SAP tot een koerswijziging. In 1992 werd Klassenstrijd, het tijdschrift dat aanvankelijk tweewekelijks verscheen, herdoopt tot Grenzeloos dat zesmaal per jaar verscheen. Daarnaast werd in plaats van onafhankelijke deelname aan verkiezingen ingezet op samenwerking met andere partijen, zoals via Amsterdam Anders/De Groenen. Ten slotte werd de 'Proletarische Oriëntatie', de verplichting van kaderleden om werkzaam te zijn in de industrie, losgelaten.
Sinds de tweede helft van de jaren negentig zijn veel SAP-leden actief binnen de SP, net als de leden van de eveneens trotskistische organisaties Socialistisch Alternatief en de Internationale Socialisten. Zo stond de toenmalige hoofdredacteur van Grenzeloos Paul Mepschen op de SP-lijst in Rotterdam bij de gemeenteraadsverkiezingen van 2006. Tijdens die verkiezingen werd SAP-bestuurslid Leo de Kleijn gekozen in de Rotterdamse raad.

### Einde van het 'partij-project'
Rond 2000 besloten een aantal leden over te stappen naar de Internationale Socialisten (IS). Zij konden zich niet vinden in de hervormingen binnen de SAP. In 2002 werd overwogen binnen de SAP om te fuseren met de IS, maar na maanden van discussie haalde dit voorstel geen meerderheid op het partijcongres. Dit leidde tot een splitsing in de partij, waarbij een groot aantal leden de partij verlieten en lid werden van de IS, SP of GroenLinks. Van tachtig leden daalde het ledenaantal naar ongeveer veertig. Besloten werd om het 'partij-project' te beëindigen en door te gaan als een progressief netwerk. In 2004 werd dan ook de partij herdoopt tot Socialistische Alternatieve Politiek, waarbij de afkorting SAP behouden bleef. In 2025 werd de naam gewijzigd naar Socialistisch en Antikapitalistisch Project (SAP) - Grenzeloos.

## Verkiezingsresultaten
Tussen 1981 en 1994 namen IKB en SAP vier keer deel aan Tweede Kamerverkiezingen. Telkens bleef het behaalde stemmental ver beneden de kiesdrempel steken. Ook bij Provinciale Statenverkiezingen haalden IKB en SAP nooit zetels. Bij gemeenteraadsverkiezingen werden in Nijmegen (1978, PSP/IKB), Rotterdam (1986, CPN/PPR/PSP/SAP onder de naam Links Rotterdam) en Deventer (1990, PSP/SAP) incidenteel gezamenlijke lijsten ingediend met andere linkse partijen. In Deventer resulteerde dit in een (gezamenlijk behaalde) raadszetel die – in 1993 en 1994 – werd ingenomen door een SAP-lid.
| Jaar | Naam                           | Lijsttrekker          | Stemmen | Procent |
| ---- | ------------------------------ | --------------------- | ------- | ------- |
| 1981 | Internationale Kommunistenbond | Wim Schul             | 1.814   | 0,02    |
| 1982 | -                              | -                     | -       | -       |
| 1986 | Socialistiese Arbeiderspartij  | Anneke Meijsen        | 3.634   | 0,04    |
| 1989 | Socialistiese Arbeiderspartij  | Harrie Lindelauff     | 4.297   | 0,05    |
| 1994 | SAP - Rebel                    | Patrick van der Voort | 4.347   | 0,05    |

## Bekende (oud-)leden
- Ewout Irrgang, kandidaat-Kamerlid voor SAP-Rebel in 1994, lid van de Tweede Kamer namens de SP (2005-2012) en huidig lid van de Algemene Rekenkamer.
- Leon Verdonschot, lid van Rebel.[4]
- Robert Went, kandidaat-Kamerlid voor de IKB in 1981 en voor de SAP in 1986 en 1989; later projectleider bij de Algemene Rekenkamer en medewerker van de Wetenschappelijke Raad voor het Regeringsbeleid (WRR).